# Bratři v hitu
Bratři v hitu (v anglickém originále Acafellas) je třetí epizoda amerického televizní seriálu Glee. Epizoda se poprvé vysílala 16. září 2009 na televizním kanálu Fox. Epizodu režíroval John Scott a scénář napsal Ryan Murphy. V této epizodě zakládá vedoucí sboru Will Schuester (Matthew Morrison) mužskou skupinu zpívající a cappella s názvem Bratři v hitu a zanedbává sbor ve prospěch vyhrazení času na skupinu. Mercedes (Amber Riley) skrývá své city ke Kurtovi (Chris Colfer), ale na konci epizody vyjde najevo, že je Kurt homosexuál.
Zpěvák Josh Groban v epizodě hostuje a hraje sám sebe; John Lloyd Young se objeví jako učitel dílen Henri St. Pierre a Victor Garber a Debra Monk hrají rodiče Willa. V epizodě se objeví sedm cover verzí písní včetně instrumentální La Camisa Negra, kterou na kytaru zahrál Mark Salling. Studiové nahrávky dvou písní, které zazněly v epizodě byly vydány jako singly a jsou dostupné k digitálnímu stažení a dvě písně se objevily na albu Glee: The Music, Volume 1.
Epizodu sledovalo 6,642 milionů amerických diváků a dostalo se jí smíšených reakcí od kritiků. Redaktor z Entertainment Weekly, Tim Stack a Mike Hale z New York Times přivítali návrat Stephena Tobolowskeho jako Sandyho Ryersona, zatímco Ryan Brockington z New York Post a Raymund Flandez z The Wall Street Journal chválili cover verzi písně „Bust Your Windows“, kterou v epizodě zpívala Amber Riley. Nicméně, Rachel Ray ohodnotil epizodu jako „pře-medializovaná, neinspirující, matoucí a s předvídatelným dějem“.

## Děj
Když Rachel (Lea Michele) během zkoušky sboru shazuje Willovy taneční schopnosti, tak si Will na povzbuzení sebevědomí vytvoří mužskou a-cappella skupinu s názvem Bratři v hitu. Ve skupině je Will, fotbalový trenér Ken Tanaka (Patrick Gallagher), učitel dílen Henri St. Pierre (John Lloyd Young) a Howard Bamboo (Kent Avenido), spolupracovník Willovy ženy Terri (Jessalyn Gilsig). Po jejich prvním vystoupení jsou však Henri a Howard vyhozeni a Will je nahradí Finnem (Cory Monteith) a fotbalistou Puckem (Mark Salling). Bývalý vedoucí sboru, Sandy Ryerson (Stephen Tobolowsky) se do skupiny také přidává a slíbí skupině, že se na jejich další vystoupení přijde povídat zpěvák Josh Groban. Po jejich vystoupení z písní „I Wanna Sex You Up“ za nimi Josh opravdu přijde a zahrne je komplimenty, ale současně řekne Sandymu, aby ho přestal pronásledovat.
V době Willovy absence si sbor najme Dakotu Stanleyho (Whit Hertford), známého choreografa, aby jim pomohl připravit se na okresní kolo soutěže sboru. Roztleskávačky Quinn (Dianna Agron), Santana (Naya Rivera) a Brittany (Heather Morris) doufají, že notoricky krutý Stanley donutí některé členy odejít ze sboru. Ačkoliv Stanley tvrdě zkritizuje celý sbor, tak Rachel přesvědčí sboristy, že právě jejich odlišnosti je činí originálními a choreografa vyhodí. Roztleskávačky také donutí Mercedes věřit, že se líbí Kurtovi, ačkoliv vědí, že to tak není. Kurt pak Mercedes odmítne a to raní její city. Uvěří, že je Kurt zamilovaný do Rachel, naštve se na Kurta, rozbije mu přední sklo u auta a zpívá píseň „Bust Your Windows“. Později ji ale Kurt přiznává, že je gay a oba se usmíří. Trenérka roztleskávaček, Sue Sylvester (Jane Lynch) zuří, když zjistí, že nyní je sbor ještě silnější než předtím a trestá Quinn se Santanou. Will si uvědomí, že jeho vášní je učení, ne vystupování a vrací se ke sboru.

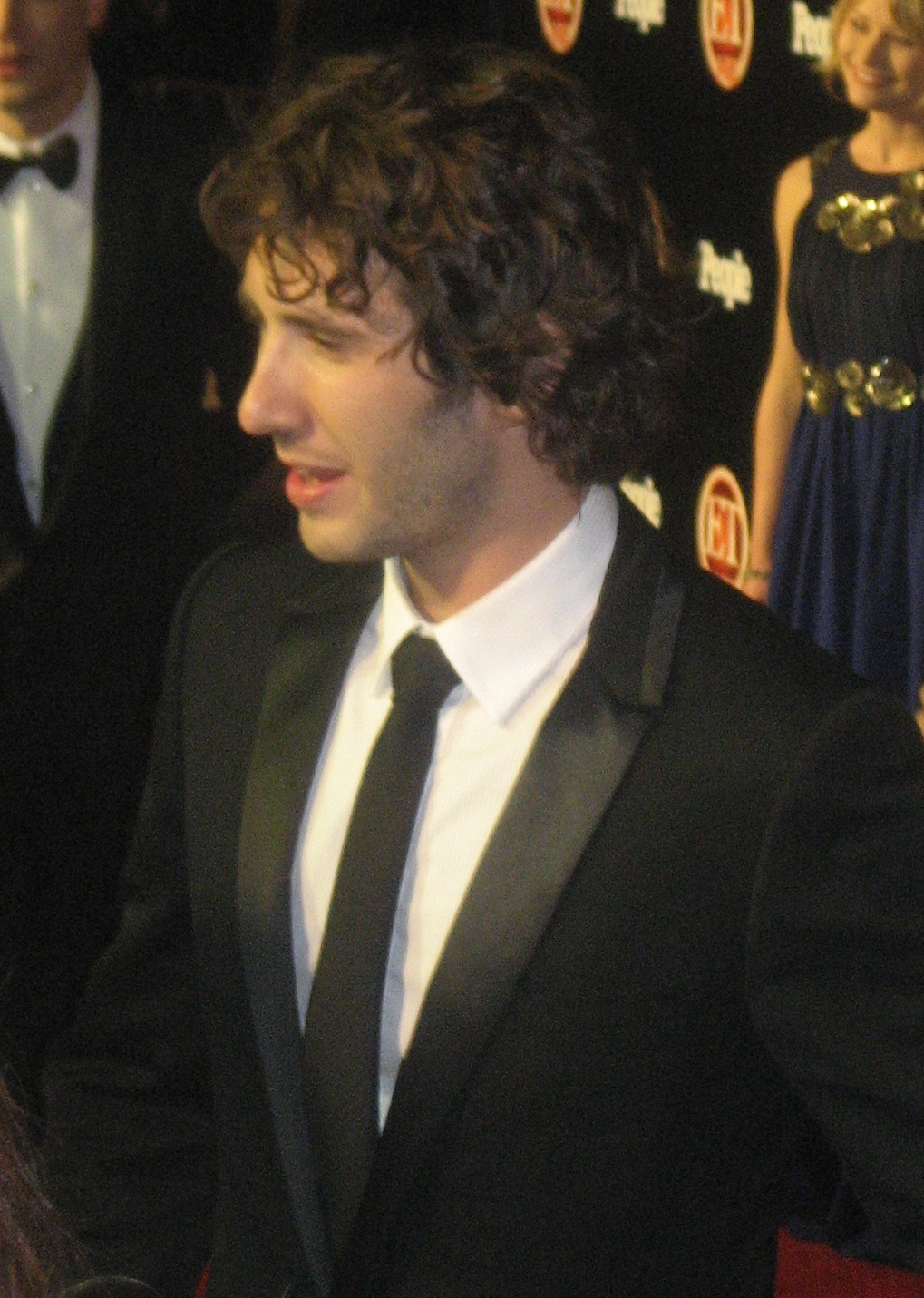
Zpěvák Josh Groban v epizodě hraje sám sebe.

## Seznam písní
- „For He's a Jolly Good Fellow“
- „This Is How We Do It“
- „Poison“
- „Mercy“
- „Bust Your Windows“
- „La Camisa Negra“
- „I Wanna Sex You Up“

## Hrají
| Dianna Agron     | Quinn Fabray          |
| Chris Colfer     | Kurt Hummel           |
| Jessalyn Gilsig  | Terri Schuester       |
| Jane Lynch       | Sue Sylvester         |
| Jayma Mays       | Emma Pillsburry       |
| Kevin McHale     | Artie Abrams          |
| Lea Michele      | Rachel Berry          |
| Cory Monteith    | Finn Hudson           |
| Matthew Morrison | William Schuester     |
| Amber Riley      | Mercedes Jones        |
| Naya Rivera      | Santana Lopez         |
| Mark Salling     | Noah „Puck“ Puckerman |
| Jenna Ushkowitz  | Tina Cohen-Chang      |

## Natáčení
Ve vedlejších rolích se v této epizodě objeví Stephen Tobolowsky jako bývalý vedoucí sboru Sandy Ryerson, Patrick Gallagher jako fotbalový trenér Ken Tanaka, Iqbal Theba jako ředitel Figgins, Kent Avenido jako Howard Bamboo a Naya Rivera a Heather Morris jako rozlestávačky a členky klubu Santana Lopez a Brittany Pierce. Whit Hertford v epizodě hostuje jako choreograf Dakota Stanley. Původně měl tuto roli hrát Cheyenne Jackson, ale když přijel na natáčení do Kalifornie, tak zijistil, že má chřipku. John Lloyd Young si zahrál Henryho, „učitele dílen s vynikajícím hlasem“ a Victor Garber a Debra Monk si zahráli rodiče Willa. Morrison byl nadšený tím, že bude Garber hrát jeho otce, protože je jeho dlouholetým fanouškem.